# الجسر الأحمر (يريفان)
الجسر الأحمر (الأرمينية: Կարմիր կամուրջ)، كارمير كامورج، المعروف باسم الجسر القديم في هرزدان، وأيضًا باسم جسر خوجا بلاف، Kho Փլավի կամուրջ، خوجا بلافي كامورج، وهو جسر مدمر يعود إلى القرن 17 على نهر هرزدان في يريفان، أرمينيا.
كان يطلق عليه اسم «أحمر» لأنه مبني من الطفة الحمراء. كان الجسر يسمى «جسر خوجا- بلاف» نسبة لخوجا بلاف، وهو رجل ثري من كناكر قام بتمويل إعادة بناءه.
كان الطول الإجمالي للجسر 80 مترًا وارتفاعه 11 مترًا، لديه 4 عقود واثنان في المنتصف كانا متعرجين، والآخران على ضفاف نهر هرزدان.
قبل زلزال عام 1679، كان هناك جسر في نفس المكان؛ لكنه دمر من الزلزال. ووفرت روابط اقتصادية بين قلعة يريفان (في مكان مصنع يريفان أرارات للنبيذ) وسهل أرارات.

### صور تاريخية للجسر

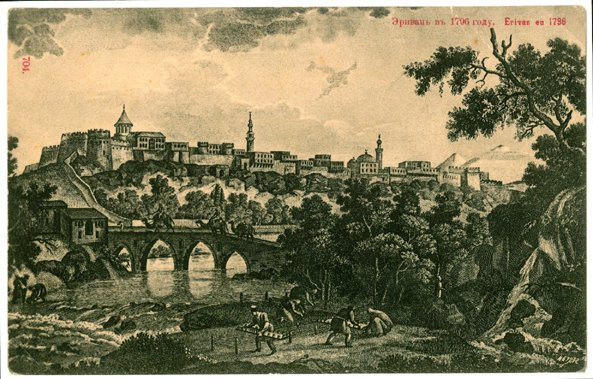
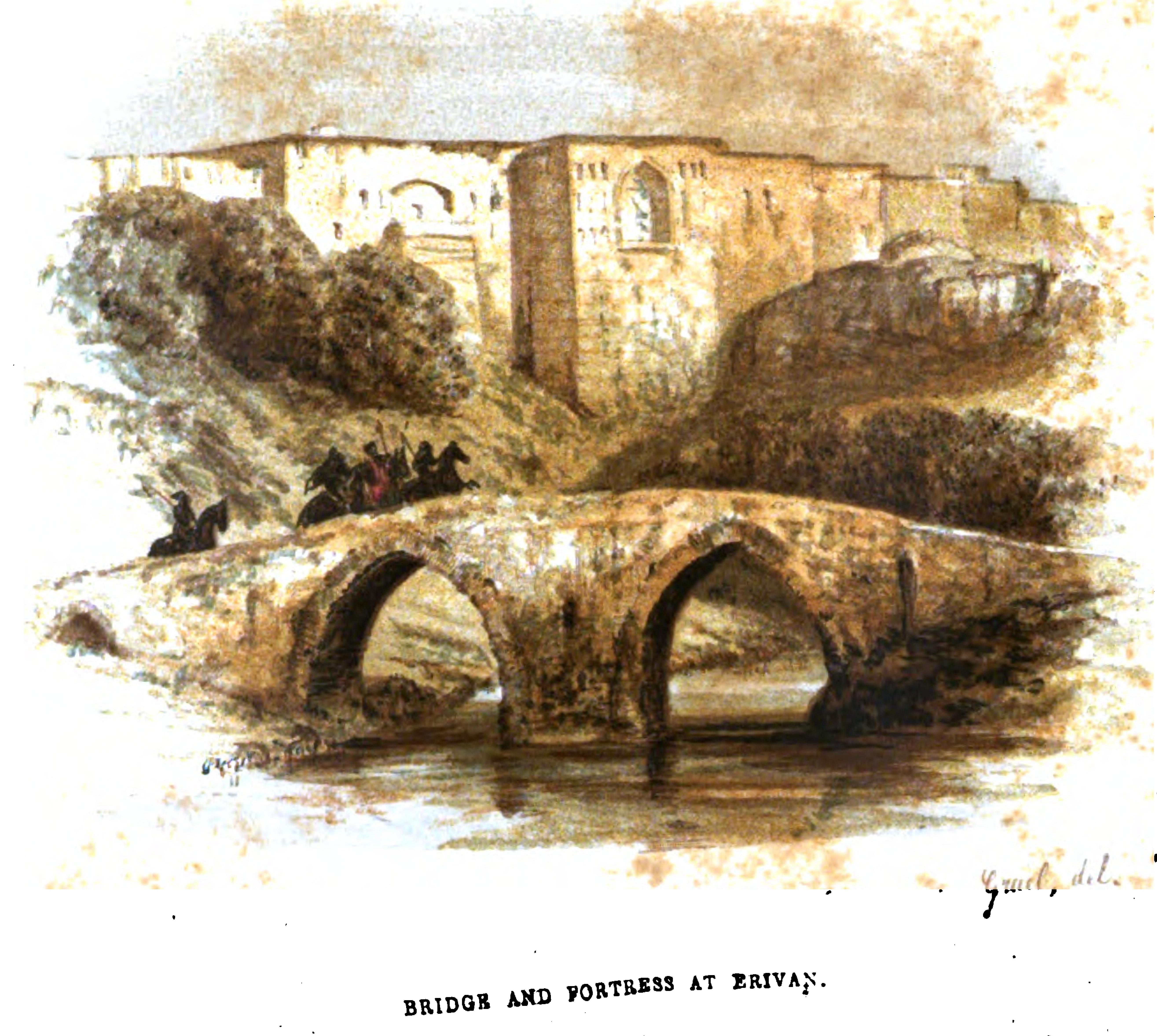
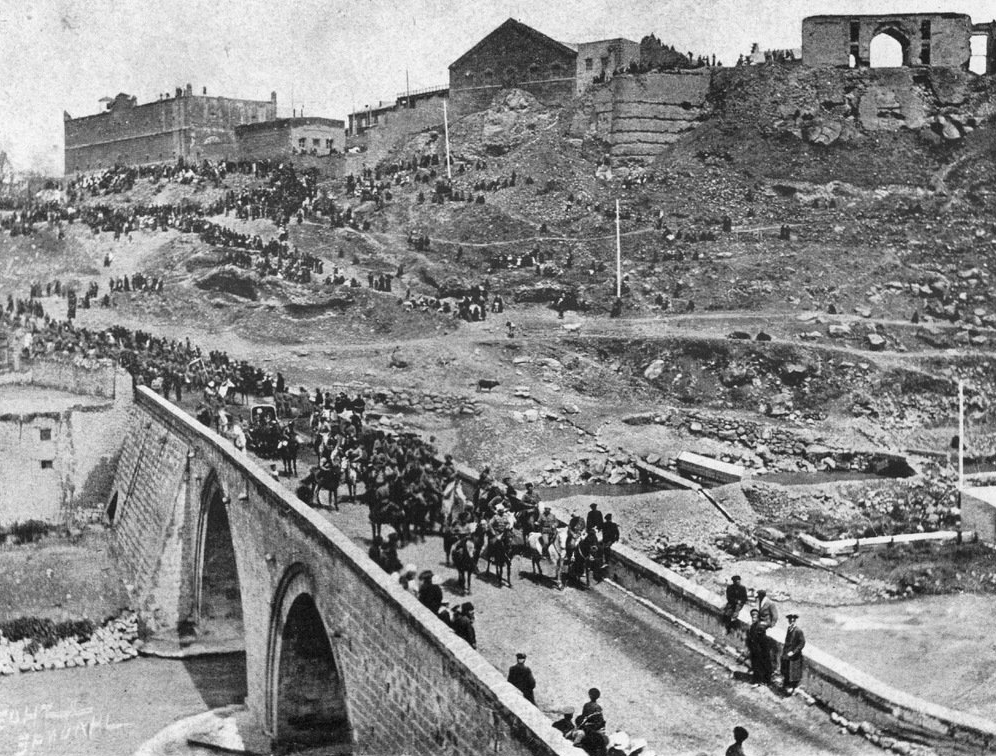
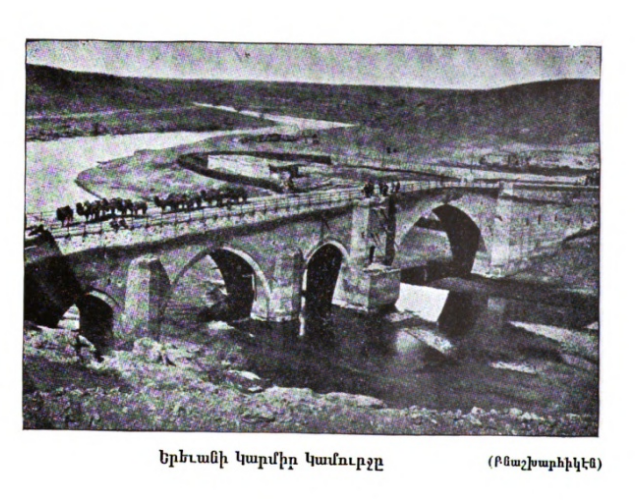
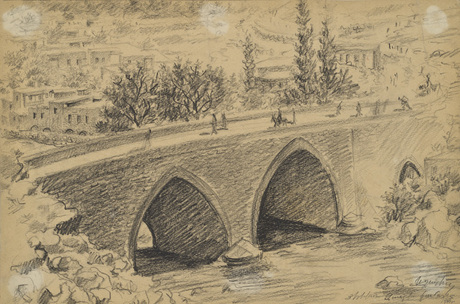

### بقايا الجسر

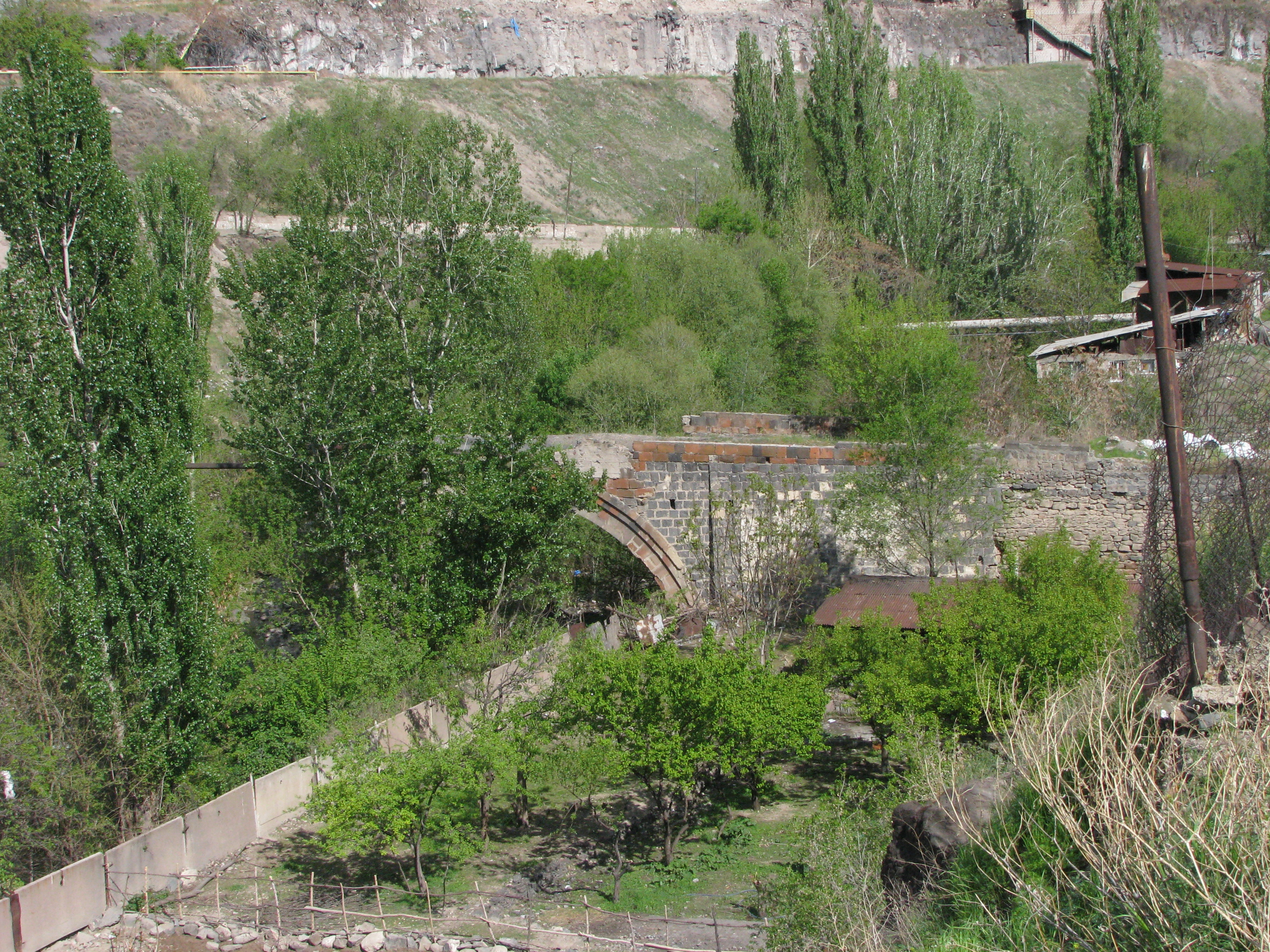
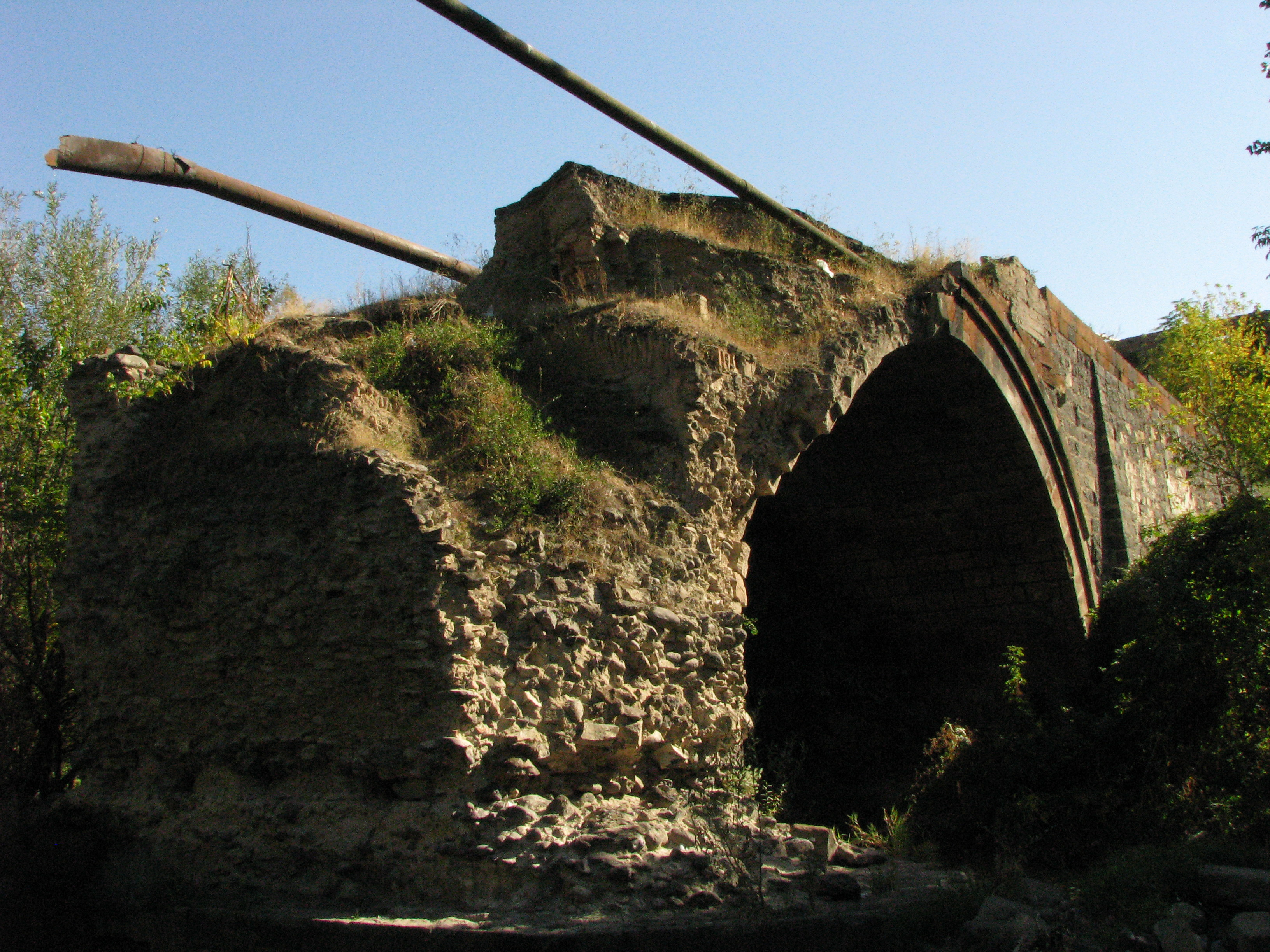
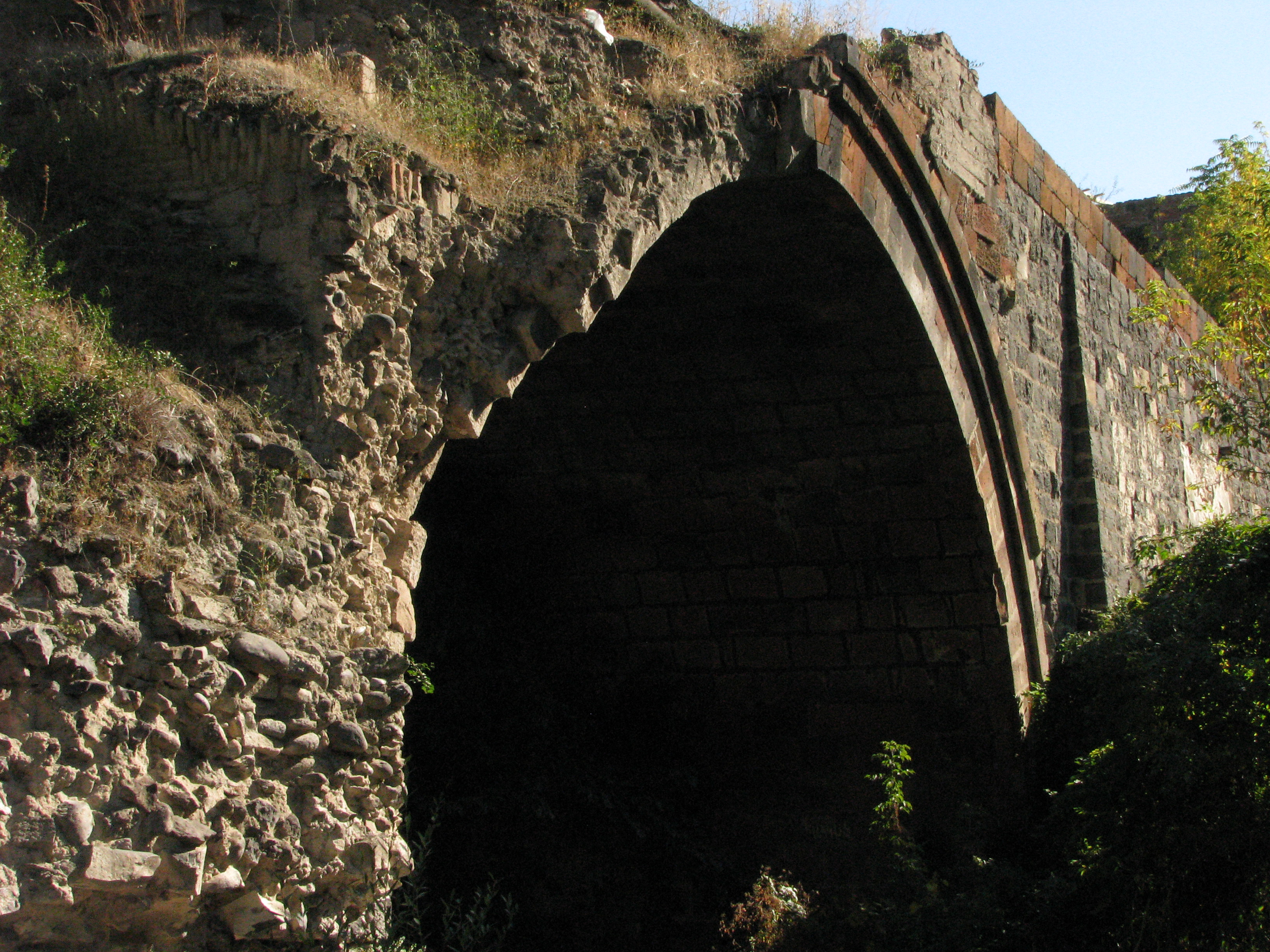